# Förderpreis
Ein Förderpreis ist eine Form der Unterstützung des kulturellen Nachwuchses z. B. im Bereich der Literaturpreise, Filmpreise oder der Kabarettauszeichnungen, der üblicherweise neben dem Hauptpreis vergeben wird. Daneben existieren seltener auch Förderpreise, die selbst der Hauptpreis für besonderen Einsatz auf einem staatlich oder zivilgesellschaftlich (Stiftungen, Nichtstaatliche Organisationen, Vereine) erwünschten Terrain sind.

## Zielsetzung
Er soll den Empfängern wie den Stiftern willkommene Medienaufmerksamkeit einbringen. Durch den finanziellen Aspekt, die Dotierung, wird nicht zuletzt gewährleistet, dass erwiesenermaßen hochtalentierte, aber noch nicht am "Markt" etablierte Neueinsteiger über „Durststrecken“ hinwegkommen, damit sie für eine gewisse begrenzte Zeit ohne unmittelbare wirtschaftliche Existenzsorgen weiterhin produzieren und notwendige Vertriebsnetzwerke knüpfen können.
Im Wissenschaftsbetrieb ist es mittlerweile nicht mehr unüblich, nicht nur für besondere Innovationen Preise auszuloben, sondern z. B. besondere Leistungen in der Lehre (Beispiel der "Preis für die Lehre" der Medizinischen Fakultät der Philipps-Universität Marburg) öffentlich auszuzeichnen. Eine außerordentlich auf gewollte Verhaltenssteuerung abzielende Form praktiziert die Bonner Universität, indem sie Forschern, die ohnehin reichhaltige Drittmittel einwerben konnten, zusätzliche Prämien zuwendete, also subventionierte, wo es nicht notwendig war.
Siehe auch: Stadtschreiber, Förderverein

## Beispiele
- Förderpreis Neues Deutsches Kino
- NaturEnergie-Förderpreis
- Martha-Saalfeld-Förderpreis
- Förderpreis des Landes Nordrhein-Westfalen für junge Künstlerinnen und Künstler
- Sächsischer Förderpreis für Demokratie
- Wolfgang-Weyrauch-Förderpreis
- Leo-Breuer-Förderpreis
- Comicbuchpreis
- Herder-Förderpreis